# Félix Joseph Henri de Lacaze-Duthiers

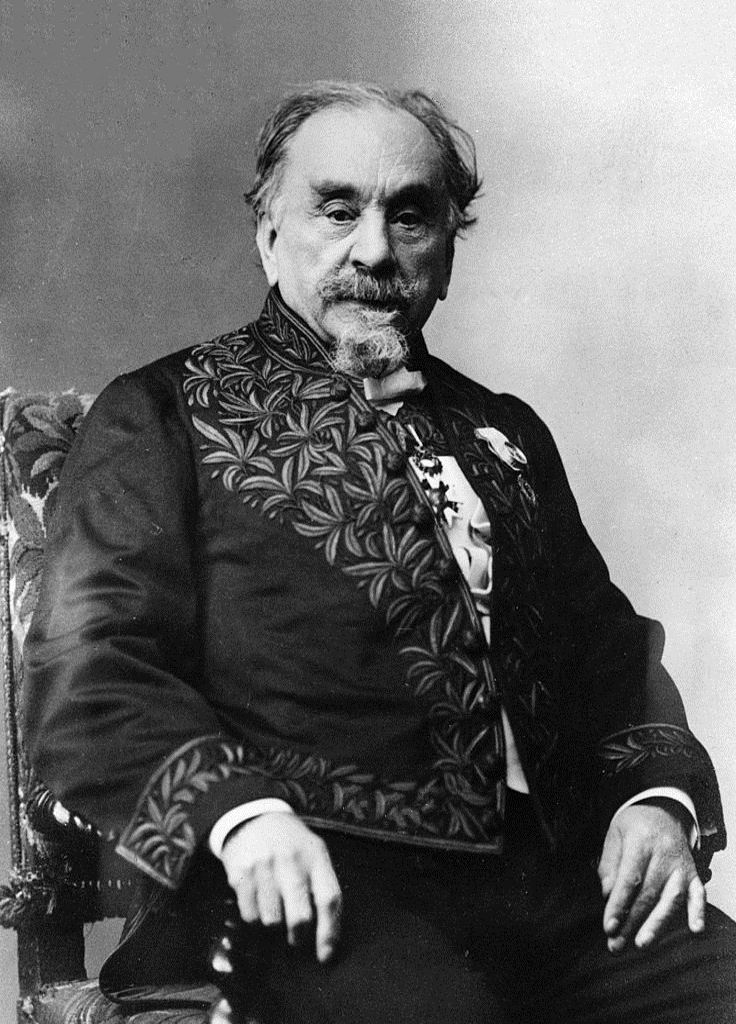
Henri de Lacaze-Duthiers

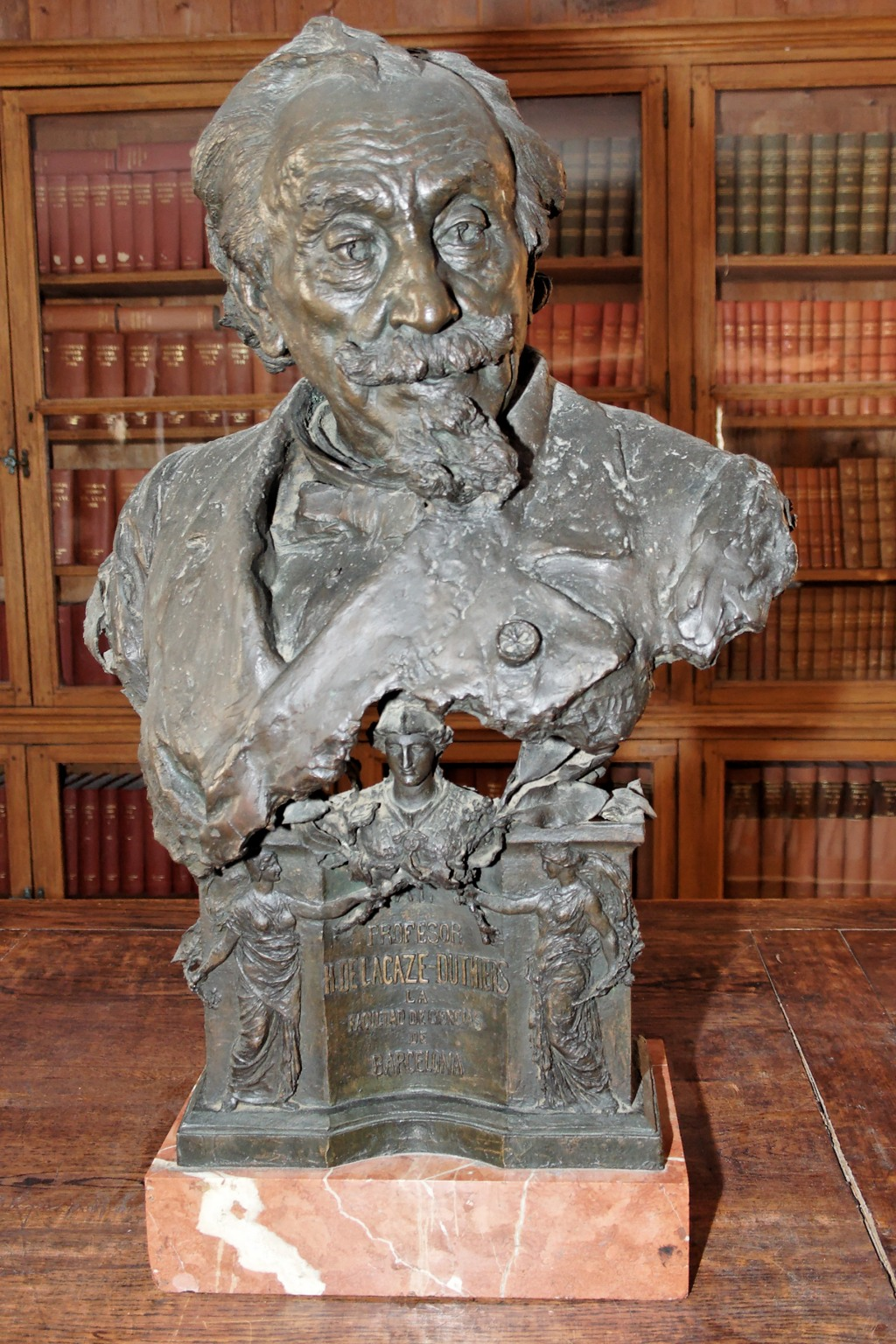
Büste von Félix Joseph Henri de Lacaze-Duthiers.

Félix Joseph Henri de Lacaze-Duthiers (* 15. Mai 1821 in Montpezat, Département Lot-et-Garonne; † 21. Juli 1901 Las Fons, Département Dordogne) war ein französischer Physiologe und Zoologe.

## Leben
Lacaze-Duthiers war der zweite Sohn des Baron J. de Lacaze-Duthiers, ein eher schwieriger und autoritären Mann, der aus einer alten Gasconer Familie abstammte.
Nach Erhalt seines Abschlusses in Kunst und in den Naturwissenschaften ging Lacaze-Duthiers nach Paris. Trotz des väterlichen Widerstandes studierte er parallel Medizin und Naturwissenschaften.
Er wurde im Jahre 1845 Lizentiat, 1851 Doktor der Medizin und Doktor der Wissenschaften an der Fakultät für Wissenschaften in Paris, Académie des sciences, im Jahre 1853. Thema dieser Promotion Recherches sur l'armure génitale femelle des insectes. Er praktizierte in der Abteilung für Innere Medizin des Necker-Krankenhaus L'Hôpital Necker bei Armand Trousseau (1801–1867) und promovierte mit seiner Dissertation De la Paracentèse de la poitrine, et des épanchements pleurétiques qui nécessitent son emploi (frei übersetzt: Über die Notwendigkeit der Parazentese oder Ableitung bei pleuritischen Ergüssen im Brustkorb).
Er begann seine eigentliche Karriere als Assistent von Henri Milne Edwards (1800–1885), nachdem er zuvor die Inseln der Balearen zusammen mit seinem Freund Jules Haime (1824–1856) und die Bretagne besuchte, um dort die marine Fauna, besonders marine Mollusken und Zoophyten, zu studieren.
Durch seinen Mentor Henri Milne-Edwards, für den er früher als préparateur tätig war, erhielt er eine Professur für Zoologie an der neu geschaffenen La Faculté des Sciences in Lille (Universität Lille I), wo Louis Pasteur (1822–1895) Dekan der Fakultät war.
Im Jahr 1864 wechselte Lacaze-Duthiers von Lille nach Paris. Im darauffolgenden Jahr 1865 wird er dann Professor für Naturgeschichte (d’histoire naturelle) für Anneliden, Mollusken und Zoophyten im Muséum national d’histoire naturelle. Hier ersetzt er Achille Valenciennes (1794–1865) in seiner Position am Muséum national d’histoire naturelle. Im Jahre 1868 wechselt er als Hochschullehrer an die Universität in Paris.
Er wird sich ab dem Jahre 1869 dort einen der beiden Lehrstühle für Zoologie, Anatomie und vergleichende Physiologie mit Henri Milne-Edwards an der Fakultät der Naturwissenschaften teilen.
Er unternahm mehrere Exkursionen für die Französische Regierung in den Atlantik und an das Mittelmeer.
1858 entdeckte er, dass drei Mollusken im Mittelmeer purpur-blaue Farbstoffe produzieren. Eine, Murex trunculus, wurde von ihm als die Quelle des blauen Purpurs in der Bibel (2. Mose 26) bestimmt. In seinem Buch Mémoire sur le pourpre (Paris 1859) behandelte er die antike Purpurfärberei.
Er war Pionier bei der Erforschung der Meeresfauna an der Küste Algeriens. In den Jahren 1860 bis 1862 studierte er die Korallenfischerei in Algerien. Die Ergebnisse seiner Exkursion, veröffentlicht er als Histoire noturelle du Corail (1864), mit dem er den Prix Bordin Académie des sciences (benannt nach Charles-Laurent Bordin) im Jahre 1863 gewann.
Seine Arbeit wurde vor allem für seine genaue Beschreibung der Geschlechtsorgane und die Phasen der Entwicklung der Korallen und ihrer Polypen gewürdigt.
Am 31. Juli 1871 wurde er zum Mitglied der Académie des sciences in der Abteilung Anatomie und Zoologie gewählt.
Ab 1872 gab er die Reihe Archives de zoologie générale et expérimentale heraus.
Ein weiteres Buch ist Histoire naturelle du corail (Paris 1863).
1873 gründete er die zoologische Station bei Roscoff (Station biologique de Roscoff ) an der Küste der Bretagne und eine weitere bei Banyuls-sur-Mer (Laboratoire de Banyuls-sur-Mer), wobei er auch einen großen Teil seiner privaten Mittel spendete. Er war lange Leiter der Station in Roscoff. Dieses Institut spielte eine wichtige Rolle bei der Bildung des Forschungszweigs der Meeresbiologie Ende des 19. Jahrhunderts.
De Lacaze-Duthiers ist zuerst durch seine Untersuchungen über die äußeren Geschlechtswerkzeuge der Insekten (1849–1953) bekanntgeworden. Später wandte er sich dem Studium der Anatomie und Entwicklungsgeschichte der niederen Seetiere zu und veröffentlichte eine Reihe Arbeiten über Muscheln, Schnecken, Brachiopoden, Ascidien, Korallen etc.
1886 wurde de Lacaze-Duthiers in die American Academy of Arts and Sciences gewählt, 1898 in die National Academy of Sciences.
Im Jahre 1893 war er Präsident der Académie des sciences. Außerdem war er Mitglied der Académie nationale de médecine, ab 1892 korrespondierendes Mitglied der Russischen Akademie der Wissenschaften in Sankt Petersburg sowie assoziiertes Mitglied der Académie royale des Sciences, des Lettres et des Beaux-Arts de Belgique und seit 1897 auswärtiges Mitglied (Foreign Member) der Royal Society.
Nach ihm ist der Duthiers Point benannt, ein Kap im Nordwesten der Antarktischen Halbinsel.

## Schriften (Auswahl)
- Recherches sur l’armure génitale femelle des insectes. L. Martinet, Paris 1853 (Dissertation).
- Voyage aux iles Baléares, ou Recherches sur l’anatomie et la physiologie de quelques mollusques de la Méditerranée. Librairie de V. Masson, Paris 1857.
- Histoire de l’organisation, du développement, des moeurs et des rapports zoologiques du dentale (= Annales des sciences naturelles. Zoologie. 4. série, tome 6–7, ISSN 0150-9349). Librairie de V. Masson, Paris 1858.
- Un été d’observations en Corse et à Minorque, ou Recherches d’anatomie et physiologie zoologiques sur les invertébrés des ports d’Ajaccio, Bonifacio et Mahon. Librairie de V. Masson, Paris 1861.
- Histoire naturelle du Corail. Bailliere, Paris u. a. 1864.
- Recherches de zoologie, d’anatomie et d’embryogénie sur les animaux des faunes maritimes de l’Algérie et de la Tunisie. Librairie de V. Masson, Paris 1866.
- Le monde de la mer et ses laboratoires. de Chaix, Paris 1888.